# روبي هايموتس
روبي هايموتس (9 ديسمبر 1983 في بلجيكا - ) هو لاعب كرة قدم بلجيكي في مركز الوسط. لعب مع دين بوستش وفيلم تو تيلبورغ ونادي إيمن وناك بريدا وهيلموند سبورت والمير سيتي.

## وصلات خارجية
- روبي هايموتس على موقع قاعدة بيانات كرة القدم.إي يو (الإنجليزية)
- روبي هايموتس على موقع Soccerway.com (الإنجليزية)
- روبي هايموتس على موقع عالم كرة القدم.نت (الإنجليزية)